# Baie de Huon

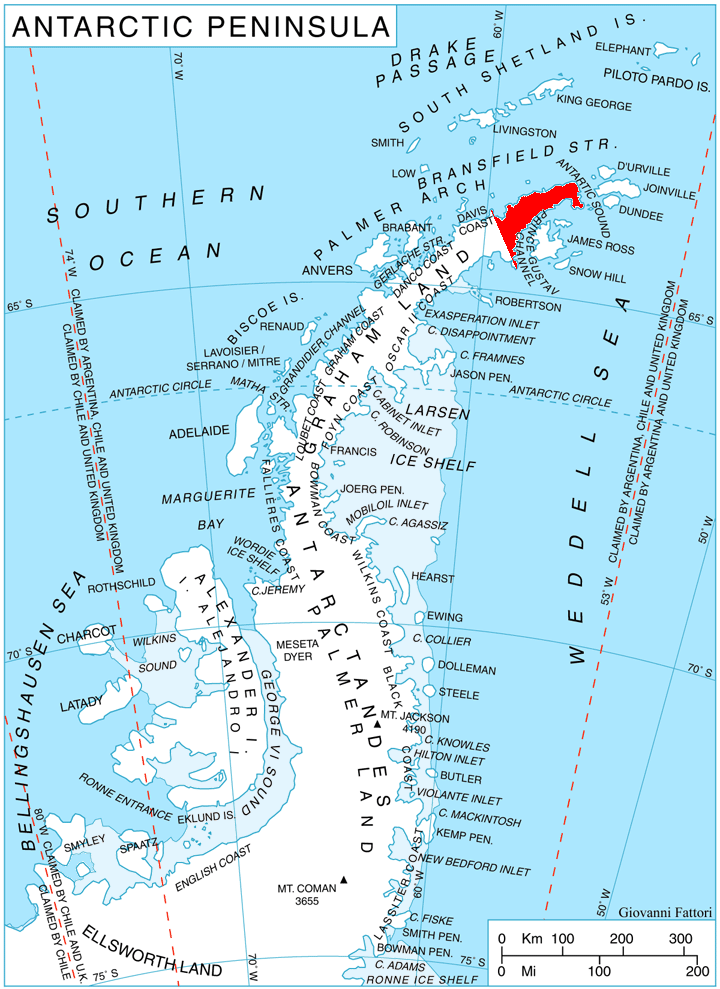
Emplacement de la Péninsule de la Trinité.

La Baie de Huon est une baie d'environ 14 km entre le Cap Ducorps et le Cap Legoupil, le long de la côte nord de la Péninsule de la Trinité en Antarctique. Elle est alimentée par le Glacier Ogoya.
Une expédition française dirigée par le capitaine Jules Dumont d'Urville, entre 1837 et 1840, donna à l'origine le nom de Huon à un cap de cette région d'après Félix Huon de Kermadec, membre de l'expédition. Une enquête menée par le British Antarctic Survey en 1946 n'a pas identifié le cap d'origine mais a appliqué le nom à cette baie qui se trouve dans la même zone.
Cette baie ne doit pas être confondue avec le Golfe de Huon, en Papouasie-Nouvelle-Guinée.